# マティアス (神聖ローマ皇帝)

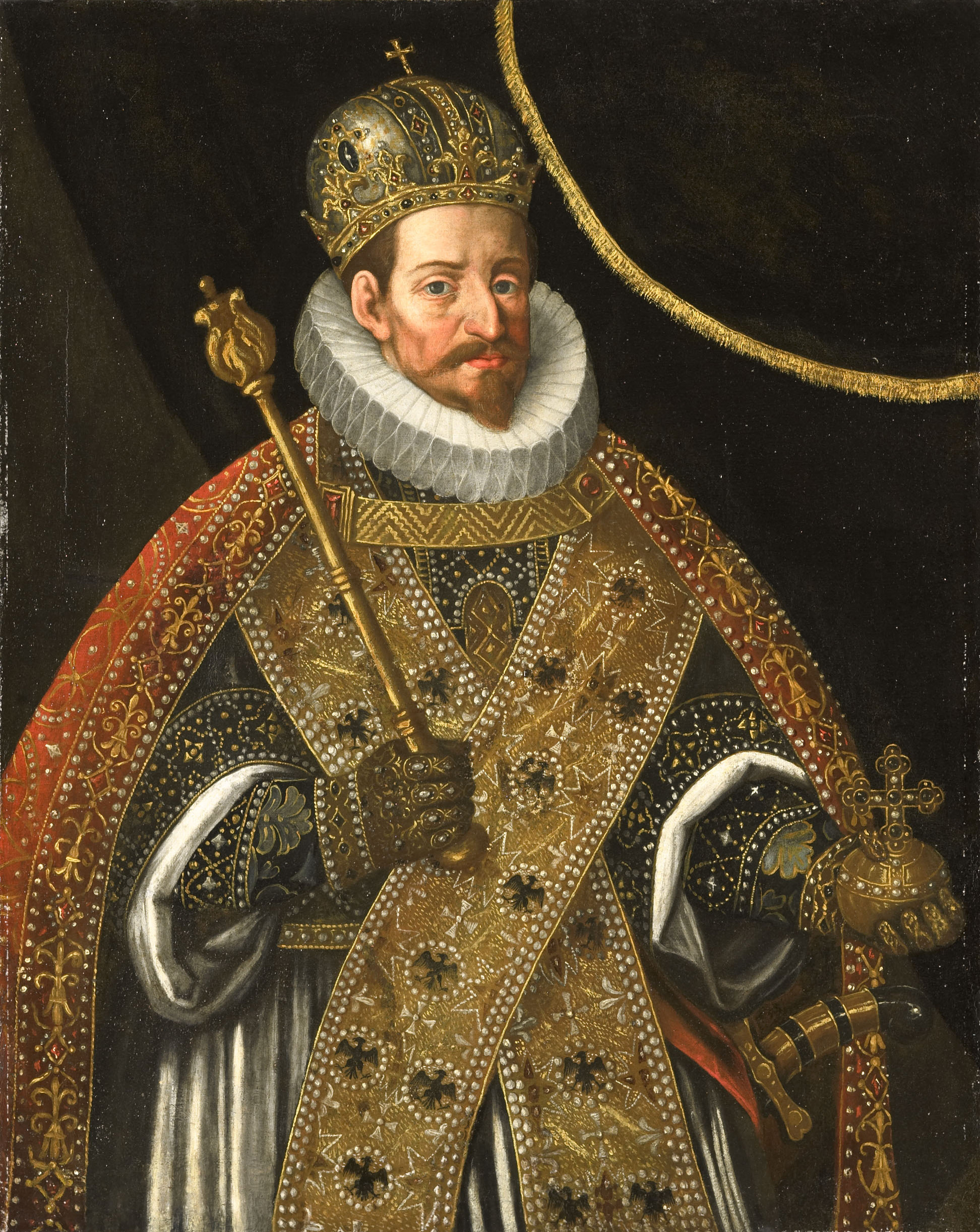
著名な肖像画。帝冠を被っている。

マティアス（ドイツ語：Matthias, 1557年2月14日 - 1619年3月20日）は、神聖ローマ皇帝（在位：1612年 - 1619年）。ハンガリー国王としてはマーチャーシュ2世（II. Mátyás, 在位：1608年 - 1619年）、ボヘミア国王としてはマティアス・ハプスブルスキー（Matyáš Habsburský,在位：1612年 - 1619年）。神聖ローマ皇帝マクシミリアン2世と皇后マリアの四男で、第6代皇帝ルドルフ2世の弟。兄との仲は険悪で宗教問題に無策の兄を見かねて帝位を簒奪したものの、事態をより悪化させ崩御とほぼ同時に三十年戦争が勃発する。

## 生涯
1578年、ネーデルラント17州に統治者として招聘された。スペイン国王フェリペ2世はそれを認めなかったが、マティアスは1581年にネーデルラントが独立宣言を発するまで留まり続けた。この3年間の統治において、マティアスは宗教の和平を定め、それがユトレヒト同盟の協定に信教の自由として表れた。
1593年、兄の神聖ローマ皇帝ルドルフ2世によってオーストリア総督に任命され、そこでウィーン司教であり後に自身の右腕となるメルキオル・クレスルと兄に対抗するための密約を交わした。結果、1605年に病気の兄にハンガリーの宗教的な反逆者と通交することを許可させた。その許可により、翌1606年にウィーンの平和が起こり、ハンガリー王国の人々の信教の自由が保障された。
ルドルフ2世の病気はその後ひどくなり、同年にマティアスはハプスブルク家の家長、将来の皇帝の地位が約束された。マティアスはハンガリー、オーストリアおよびモラヴィアへの支配を強化するために、これらの国々と同盟することを兄に強要した。ルドルフ2世はこの要求を受け入れ、マティアスはそれらの国々と同盟を結んだ。その後1611年にマティアスはプラハに侵攻、ルドルフ2世はマティアスにボヘミアの支配権を譲らせた。ルドルフ2世は翌1612年に死去している。
神聖ローマ皇帝に即位して以降、マティアスの政策は帝国内のカトリックとプロテスタントの融和を進めることを望んでいたメルキオル・クレスルに支配されていた。もっともマティアス自身、ボヘミアにプロテスタントの教会を設立することを禁止しており、この融和政策は妥協に反対的なハプスブルクのカトリック教徒に反対された。特に弟のマクシミリアン3世大公の反対は大きく、カトリック強硬派の従弟フェルディナント大公（後のフェルディナント2世）の続投を望んだ。1617年、フェルディナント2世がボヘミアの新王となると、カトリック・プロテスタント両派の対立は頂点に達した。1618年にボヘミアのプロテスタントの反乱が始まったことにより（プラハ窓外投擲事件）、マティアスはマクシミリアン3世を拘束し、融和政策を変更した。しかしマティアスは病床につき、マクシミリアン3世たちが自分の地位を奪うことを防ぐことができなかった。フェルディナントは既にボヘミア王になっていたが、マティアスは帝位にとどまった。
結局マティアスが死の床につく頃には、プロテスタント・カトリック両派の対立は回避することが出来ずに三十年戦争が勃発する。マティアスは1619年にウィーンで死去したが、皇后アンナとの間に子供がなかったため、フェルディナントが帝位を継いだ。
後にシェーンブルン宮殿が建造された場所の名付け親は、マティアスだとされている。